# 62. ceremonia wręczenia nagród Emmy
62. ceremonia wręczenia nagród Emmy odbyła się 29 sierpnia 2010 w Nokia Theatre w Los Angeles w Kalifornii. Nominacje do nagród zostały ogłoszone 8 lipca 2010. Ceremonię poprowadził amerykański komik Jimmy Fallon.
Gala była transmitowana na amerykańskim kanale NBC, a w Polsce można było ją zobaczyć na kanale HBO.

## Laureaci oraz nominowani

### Produkcje telewizyjne
| Najlepszy serial dramatyczny | Najlepszy serial komediowy |
| --- | --- |
| - Mad Men (AMC) - Breaking Bad (AMC) - Dexter (Showtime) - Żona idealna (CBS) - Zagubieni (ABC) - Czysta krew (HBO)                                                                                       | - Współczesna rodzina (ABC) - Rockefeller Plaza 30 (NBC) - Pohamuj entuzjazm (HBO) - Glee (FOX) - Siostra Jackie (Showtime) - Biuro (NBC)                                                                                                  |
| Najlepszy miniserial | Najlepszy film telewizyjny |
| - Pacyfik (HBO) - Return to Cranford (PBS) | - Temple Grandin (HBO) - Endgame (PBS) - Georgia O’Keeffe (Lifetime) - Moon Shot (History Channel) - Władcy świata (HBO) - Jack, jakiego nie znacie (HBO)                                                                                  |
| Najlepszy program komediowy lub muzyczny | Najlepszy występ komediowy lub muzyczny |
| - The Daily Show (Comedy Central) - The Colbert Report (Comedy Central) - Real Time with Bill Maher (HBO) - Saturday Night Live (NBC) - The Tonight Show with Conan O’Brien (NBC)                         | - Kennedy Center Honors (CBS) - Bill Maher (HBO) - Hope for Haiti Now: A Global Benefit for Earthquake Relief (MTV) - Robin Williams: Weapons Of Self Destruction (HBO) - Rock and Roll Hall of Fame (HBO) - Wanda Sykes: I'ma Be Me (HBO) |
| Najlepszy program reality-show | Najlepszy program animowany |
| - Top Chef (Bravo) - The Amazing Race (CBS) - American Idol (FOX) - Dancing with the Stars (ABC) - Projekt Runway (Lifetime)                                                                              | - Prep & Landing (ABC) - Alien Earths (NGC) - The Ricky Gervais Show (HBO) - Simpsonowie – „Once Upon a Time in Springfield” (FOX) - South Park – „200” i „201” (Comedy Central)                                                           |
| Najlepszy program reality | Najlepszy program dla dzieci |
| - Jamie Ola Food Revolution (ABC) - Antiques Roadshow (PBS) - Dirty Jobs (Discovery Channel) - Kathy Griffin: May Life on the D-List (Bravo) - Pogromcy mitów (Discovery Channel) - Undercover Boss (CBS) | - Czarodzieje z Waverly Place: Film (Disney Channel) - Hannah Montana (Disney Channel) - iCarly (Nickelodeon) - Jonas L.A. (Disney Channel) - Czarodzieje z Waverly Place (Disney Channel)                                                 |

### Nagrody indywidualne
| Najlepszy aktor pierwszoplanowy w serialu dramatycznym | Najlepszy aktorka pierwszoplanowa w serialu dramatycznym |
| --- | --- |
| - Bryan Cranston za Breaking Bad (AMC) - Kyle Chandler za Friday Night Lights (NBC) - Matthew Fox za Zagubieni (ABC) - Michael C. Hall za Dexter (Showtime) - Jon Hamm za Mad Men (AMC) - Hugh Laurie za Dr House (Fox)                     | - Kyra Sedgwick za Podkomisarz Brenda Johnson (TNT) - Glenn Close za Układy (FX) - Connie Britton za Friday Night Lights (NBC) - Mariska Hargitay za Prawo i bezprawie (NBC) - Julianna Margulies za Żona idealna (CBS) - January Jones za Mad Men (AMC)                        |
| Najlepszy aktor pierwszoplanowy w serialu komediowym | Najlepsza aktorka pierwszoplanowa w serialu komediowym |
| - Jim Parsons za Teoria wielkiego podrywu (CBS) - Alec Baldwin za Rockefeller Plaza 30 (NBC) - Steve Carell za Biuro (NBC) - Larry David za Pohamuj entuzjazm (HBO) - Tony Shalhoub za Detektyw Monk (USA) - Matthew Morrison za Glee (FOX) | - Edie Falco za Siostra Jackie (Showtime) - Toni Collette za Wszystkie wcielenia Tary (Showtime) - Tina Fey za Rockefeller Plaza 30 (NBC) - Julia Louis-Dreyfus za Nowe przygody starej Christine (CBS) - Lea Michele za Glee (FOX) - Amy Poehler za Parks and Recreation (NBC) |
| Najlepszy aktor pierwszoplanowy w miniserialu lub filmie telewizyjnym | Najlepsza aktorka pierwszoplanowa w miniserialu lub filmie telewizyjnym |
| - Al Pacino za Jack, jakiego nie znacie (HBO) - Jeff Bridges za Rok pod psem (HBO) - Ian McKellen za Uwięziony (AMC) - Dennis Quaid za Władcy świata (HBO) - Michael Sheen za Władcy świata (HBO)                                           | - Claire Danes za Temple Grandin (HBO) - Joan Allen za Georgia O’Keeffe (Lifetime) - Hope Davis za Władcy świata (HBO) - Judi Dench za Return to Cranford (PBS) - Maggie Smith za Opowieść Mary (HBO)                                                                           |

| Najlepszy aktor drugoplanowy w serialu dramatycznym | Najlepsza aktorka drugoplanowa w serialu dramatycznym |
| --- | --- |
| - Aaron Paul za Breaking Bad (AMC) - Andre Braugher za Men of a Certain Age (TNT) - Michael Emerson za Zagubieni (ABC) - Terry O’Quinn za Zagubieni (ABC) - Martin Short za Układy (FX) - John Slattery za Mad Men (AMC)                                            | - Archie Panjabi za Żona idealna (CBS) - Christine Baranski za Żona idealna (CBS) - Rose Byrne za Układy (FX) - Sharon Gless za Tożsamość szpiega (USA) - Christina Hendricks za Mad Men (AMC) - Elisabeth Moss za Mad Men (AMC)                    |
| Najlepszy aktor drugoplanowy w serialu komediowym | Najlepsza aktorka drugoplanowa w serialu komediowym |
| - Eric Stonestreet za Współczesna rodzina (ABC) - Ty Burrell za Współczesna rodzina (ABC) - Chris Colfer za Glee (FOX) - Jon Cryer za Dwóch i pół (CBS) - Jesse Tyler Ferguson za Współczesna rodzina (ABC) - Neil Patrick Harris za Jak poznałem waszą matkę (CBS) | - Jane Lynch za Glee (FOX) - Julie Bowen za Współczesna rodzina (ABC) - Jane Krakowski za Rockefeller Plaza 30 (NBC) - Holland Taylor za Dwóch i pół (CBS) - Sofía Vergara za Współczesna rodzina (ABC) - Kristen Wiig za Saturday Night Live (NBC) |
| Najlepszy aktor drugoplanowy w miniserialu lub filmie telewizyjnym | Najlepsza aktorka drugoplanowa w miniserialu lub filmie telewizyjnym |
| - David Strathairn za Temple Grandin (HBO) - Michael Gambon za Emma (PBS) - John Goodman za Jack, jakiego nie znacie (HBO) - Jonathan Pryce za Return to Cranford (PBS) - Patrick Stewart za Hamlet (PBS)                                                           | - Julia Ormond za Temple Grandin (HBO) - Kathy Bates za Alice (SyFy) - Catherine O’Hara za Temple Grandin (HBO) - Susan Sarandon za Jack, jakiego nie znacie (HBO) - Brenda Vaccaro za Jack, jakiego nie znacie (HBO)                               |

| Najlepszy występ gościnny aktora w serialu dramatycznym | Najlepszy występ gościnny aktorki w serialu dramatycznym |
| --- | --- |
| - John Lithgow jako Arthur Mitchell – Dexter w odcinku „Road Kill” (Showtime) - Dylan Baker jako Colin Sweeney – Żona idealna w odc. „Bad” (CBS) - Beau Bridges jako det. George Andrews – Podkomisarz Brenda Johnson w odc. „Make Over”' (TNT) - Alan Cumming jako Alan Cumming – Żona idealna w odc. „Fleas” (CBS) - Ted Danson jako Arthur Frobisher – Układy w odc. „The Next One's Gonna Go In Your Throat” (FX) - Gregory Itzin jako prezydent Charles Logan – 24 godziny w odc. „1.00pm-2.00pm” (FOX) - Robert Morse jako Bertram Cooper – Mad Men w odc. „Shut The Door. Have A Seat” (AMC) | - Ann-Margret jako Rita Wills – Prawo i bezprawie w odcinku „Bedtime” (NBC) - Shirley Jones jako Lola Zellman – Detoks w odc. „Does Everybody Have A Drink?” (A&E) - Elizabeth Mitchell jako Juliet Burke – Zagubieni w odc. „The End”' (ABC) - Mary Kay Place jako Adaleen Grant – Trzy na jednego w odc. „The Might And The Strong” (HBO) - Sissy Spacek jako Marilyn Densham – Trzy na jednego w odc. „End Of Days” (HBO) - Lily Tomlin jako Marilyn Tobin – Układy w odc. „Your Secrets Are Safe” (FX)                                          |
| Najlepszy występ gościnny aktora w serialu komediowym | Najlepszy występ gościnny aktorki w serialu komediowym |
| - Neil Patrick Harris jako Bryan Ryan – Glee w odcinku „Dream On” (FOX) - Will Arnett jako Devon Banks – Rockefeller Plaza 30 w odc. „Into the Crevasse” (NBC) - Jon Hamm jako dr Drew Baird – Rockefeller Plaza 30 w odc. „Emanuelle Goes to Dinosaur Land”' (NBC) - Mike O’Malley jako Burt Hummel – Glee w odc. „Wheels” (FOX) - Eli Wallach jako Bernard Zimberg – Siostra Jackie w odc. „Chicken Soup” (Showtime) - Fred Willard jako Frank Dunphy – Współczesna rodzina w odc. „Travels with Scout” (ABC)                                                                                     | - Betty White jako prowadząca – Saturday Night Live (NBC) - Christine Baranski jako Beverly Hofstadter – Teoria wielkiego podrywu w odc. „The Maternal Congruence” (CBS) - Kristin Chenoweth jako April Rhodes – Glee w odc. „The Rhodes Not Taken”' (FOX) - Tina Fey jako prowadząca – Saturday Night Live (NBC) - Kathryn Joosten jako Karen McCluskey – Gotowe na wszystko w odc. „The Chase” (ABC) - Jane Lynch jako dr Linda Freeman – Dwóch i pół (CBS) - Elaine Stritch jako Colleen Donaghy – Rockefeller Plaza 30 w odc. „The Moms”' (CBS) |

### Sieci telewizyjne
| Nazwa sieci telewizyjnej | Liczba nominacji | Liczba nagród |
| ------------------------ | ---------------- | ------------- |
| HBO                      | 101              | 25            |
| ABC                      | 63               | 18            |
| CBS                      | 57               | 10            |
| NBC                      | 48               | 8             |
| Fox                      | 47               | 11            |
| PBS                      | 32               | 7             |
| AMC                      | 26               | 6             |
| Showtime                 | 23               | 7             |
| Discovery Channel        | 14               | 2             |
| Lifetime                 | 12               | 0             |
| FX                       | 9                | 0             |
| Comedy Central           | 8                | 2             |
| Cartoon Network          | 7                | 4             |
| Bravo                    | 6                | 1             |
| History Channel          | 6                | 1             |
| SyFy                     | 6                | 0             |
| Disney Channel           | 5                | 1             |
| DirecTV                  | 4                | 0             |
| USA Network              | 4                | 1             |
| TNT                      | 3                | 1             |
| A&E Network              | 2                | 1             |
| Animal Planet            | 2                | 0             |
| IFC                      | 2                | 0             |
| Nickelodeon              | 2                | 0             |
| Sudance Channel          | 2                | 0             |
| MTV                      | 1                | 0             |
| Epix                     | 1                | 0             |
| NGC                      | 1                | 0             |
| TCM                      | 1                | 0             |
| Travel Channel           | 1                | 0             |

### Nominacje łącznie[2]
| Liczba nominacji | Produkcje telewizyjne |
| ---------------- | --- |
| 24               | Pacyfik |
| 19               | Glee |
| 17               | Mad Men |
| 15               | Rockefeller Plaza 30, Temple Grandin, Jack, jakiego nie znacie |
| 14               | Współczesna rodzina |
| 12               | 82. ceremonia wręczenia Oscarów, Saturday Night Live, Zagubieni |
| 9                | Dancing with The Stars, Georgia O’Keeffe, Żona idealna |
| 8                | Siostra Jackie |
| 7                | Breaking Bad, Dexter, Return to Cranford, The Amazing Race |
| 6                | American Idol, Dwóch i pół, Life, The Kennedy Center Honors |
| 5                | 24 godziny, Czysta krew, Koncert z okazji 25. rocznicy Rock and Roll Hall of Fame, Teoria wielkiego podrywu, The National Parks: America’s Best Idea, Władcy świata, Układy |
| 4                | 63. rozdanie nagród Tony, America: The Story Of Us, Biuro, Ceremonia otwarcia Zimowych Igrzysk Olimpijskich 2010 w Vancouver, Deadliest Catch, Dynastia Tudorów, Emma, Friday Night Lights, Jak poznałem waszą matkę, Pohamuj entuzjazm, Simpsonowie, The Daily Show With Jon Stewart, The Tonight Show with Conan O’Brien |
| 3                | By The People: The Election Of Barack Obama, Castle, Dr House, FlashForward: Przebłysk jutra, Człowiek – cel, Robin Williams: Weapons Of Self Destruction, Robinsonowie, Myślisz, że umiesz tańczyć?, The Colbert Report, Top Chef, Trzy na jednego |
| 2                | 52. rozdanie nagród Grammy, Alice, Bill Maher „...But I'm Not Wrong”, Brudna robota, Chirurdzy, CSI: Kryminalne zagadki Las Vegas, Detektyw Monk, Prep & Landing, Gwiezdne wrota: Wszechświat, Jimmy Kimmel Live!, Late Show With David Letterman, Misja Moda, Moonshot, Monty Python: Almost The Truth (The Lawyer's Cut), My Lai, Nowe przygody starej Christine, Parks and Recreation, Podkomisarz Brenda Johnson, Prawo i bezprawie, Real Time With Bill Maher, Robot Chicken, Teddy: In His Own Words, Treme, Uwięziony, Wanda Sykes: I'ma Be Me, Whale Wars, Wszystkie wcielenia Tary |
| 1                | 96 produkcji |

### Wielokrotni zwycięzcy[3]
| Najwięcej nominacji lub zwycięstw w danym rozdaniu |
| -------------------------------------------------- |
| ogółem                                             |
| dla serialu                                        |
| dla filmu telewizyjnego                            |
| dla programu rozrywkowego                          |
| dla ceremonii rozdania nagród/koncertu             |

| Tytuł                                                             | Liczba nominacji | Creative Emmy 21 sierpnia | Primetime Emmy 29 sierpnia | Łącznie |
| ----------------------------------------------------------------- | ---------------- | ------------------------- | -------------------------- | ------- |
| Pacyfik                                                           | 24               | 7                         | 1                          | 8       |
| Temple Grandin                                                    | 15               | 2                         | 5                          | 7       |
| Współczesna rodzina                                               | 14               | 3                         | 3                          | 6       |
| Prep & Landing                                                    | 4                | 4                         | –                          | 4       |
| Glee                                                              | 19               | 2                         | 2                          | 4       |
| Mad Men                                                           | 17               | 2                         | 2                          | 4       |
| Saturday Night Live                                               | 12               | 3                         | -                          | 3       |
| Koncert z okazji 25. rocznicy Rock and Roll Hall of Fame          | 5                | 3                         | –                          | 3       |
| Ceremonia otwarcia Zimowych Igrzysk Olimpijskich 2010 w Vancouver | 4                | 2                         | 1                          | 3       |
| 24 godziny                                                        | 5                | 2                         | –                          | 2       |
| 63. rozdanie nagród Tony                                          | 4                | 1                         | 1                          | 2       |
| Breaking Bad                                                      | 7                | –                         | 2                          | 2       |
| CSI: Kryminalne zagadki Las Vegas                                 | 2                | 2                         | –                          | 2       |
| Dancing with the Stars                                            | 9                | 2                         | –                          | 2       |
| Dexter                                                            | 7                | 1                         | 1                          | 2       |
| Generator Rex                                                     | 2                | 2                         | –                          | 2       |
| Siostra Jackie                                                    | 8                | 1                         | 1                          | 2       |
| Return to Cranford                                                | 7                | 2                         | –                          | 2       |
| Myślisz, że umiesz tańczyć?                                       | 3                | 2                         | –                          | 2       |
| Robinsonowie                                                      | 3                | 2                         | –                          | 2       |
| The National Parks: America’s Best Idea                           | 5                | 2                         | –                          | 2       |
| Simpsonowie                                                       | 4                | 2                         | –                          | 2       |
| Dynastia Tudorów                                                  | 4                | 2                         | –                          | 2       |
| Jack, jakiego nie znacie                                          | 15               | –                         | 2                          | 2       |